# تشارلز بيتيت
تشارلز بيتيت هو سياسي أمريكي، ولد في 1736 في مقاطعة هونتردون في الولايات المتحدة، وتوفي في 4 سبتمبر 1806. انتخب عضو مجلس نواب بنسيلفانيا ‏.